# Jade Flask
Jade Flask (* 4. August 1996 in Malta) ist eine maltesische Fußballspielerin.

## Karriere

### Verein
Zwischen 2013 und 2014 spielte Flask für den Verein FC Mosta. Derzeit spielt sie für Swieqi United FC.

### Nationalmannschaft
2013 war Flask für Malta U19 aktiv. Seit 2014 spielt sie für die Maltesische Fußballnationalmannschaft der Frauen als Abwehrspieler. Bekannt wurde sie durch die FIFA-Qualifikation-Frauen 2019. Bisher absolvierte sie 21 Länderspiele.